# 11573 Helmholtz
11573 Helmholtz è un asteroide della fascia principale. Scoperto nel 1993, presenta un'orbita caratterizzata da un semiasse maggiore pari a 3,2460904 UA e da un'eccentricità di 0,2705451, inclinata di 2,26119° rispetto all'eclittica.